# 切爾采什蒂鄉
46°01′N 27°37′E / 46.017°N 27.617°E
切爾采什蒂鄉，是羅馬尼亞的鄉份，位於該國東部，由加拉茨縣負責管轄，面積46平方公里，海拔高度165米，2007年人口2,443，人口密度每平方公里54人。